# Teius teyou
Teius teyou — вид ящірок родини теїдових (Teiidae). Мешкає в Південній Америці.

## Поширення і екологія
Teius teyou мешкають на південному сході Бразилії, в Парагваю, та в північній і центральній Аргентині. Вони живуть в саванах Чако і чагарникових заростях Монте. Живляться комахами і плодами. Відкладають яйця.